# 3. Unterseebootsflottille
La 3. Unterseebootsflottille, également connue sous le nom de Unterseebootsflottille Lohs, abrégée en 3. U-Flottille, était la 3e flottille de sous-marins allemands de la Kriegsmarine pendant la Seconde Guerre mondiale.
Fondée à Kiel le 4 octobre 1937, et placée sous le commandement du kapitänleutnant Hans Eckermann (pl), elle a été baptisée Unterseebootsflottille Lohs en l'honneur de l'oberleutnant zur see Johannes Lohs, un commandant d'U-Boot de la Première Guerre mondiale, et existe sous ce nom jusqu'en décembre 1939, avant d'être dissoute.
En mars 1941, la flottille est reformée, sous le nom de 3. Unterseebootsflottille, avec pour port d'attache Kiel, et sous le commandement du korvettenkapitän Hans-Rudolf Rösing. En octobre 1941, elle est affectée à la base sous-marine de La Rochelle (France) comme flottille de combat (Frontflottille), et s'y installe en novembre 1941.
En août 1944, elle quitte La Rochelle pour la Norvège sous le commandement du korvettenkapitän Richard Zapp (en), et est dissoute en octobre 1944.

## Affectations
- Octobre 1937 à décembre 1939 : Kiel ;
- Mars 1941 à septembre 1941 : Kiel ;
- Octobre 1941 à septembre 1944 : La Rochelle.

## Commandement
| Nom                 | Grade            | Début           | Fin             |
| Hans Eckermann (pl) | Kapitänleutnant  | 4 octobre 1937  | Décembre 1939   |
| Hans-Rudolf Rösing  | korvettenkapitän | 1er mars 1941   | 28 juillet 1941 |
| Herbert Schultze    | Kapitänleutnant  | 28 juillet 1941 | 17 mars 1942    |
| Heinz von Reiche    | Kapitänleutnant  | 17 mars 1942    | 29 juin 1942    |
| Richard Zapp (en)   | Korvettenkapitän | 30 juin 1942    | Octobre 1944    |

Parmi les commandants rattachés à la 3e flottille, les Korvettenkapitän Peter-Erich Cremer et Helmut Möhlmann et le Kapitänleutnant Heinz-Otto Schultze se distinguèrent en opération.

## Unités
La flottille a reçu 109 unités durant son service, comprenant des U-boote de type II B jusqu'en 1939, de type VII B, C et C/41 à partir de 1941.
Unités de la 3. Unterseebootsflottille:
- U-82, U-85
- U-132, U-134, U-138, U-141, U-143, U-146, U-147
- U-205, U-206, U-212, U-231, U-241, U-245, U-246, U-257, U-258, U-259, U-262, U-275, U-280
- U-332, U-333, U-334, U-341, U-343, U-344, U-352, U-373, U-375, U-376, U-378, U-384, U-391, U-398
- U-402, U-423, U-431, U-432, U-433, U-451, U-452, U-458, U-466, U-468, U-469, U-476, U-478, U-483, U-484
- U-553, U-567, U-568, U-569, U-570, U-571, U-572, U-573, U-596
- U-600, U-611, U-615, U-619, U-620, U-625, U-630, U-635, U-645, U-652, U-657, U-661, U-671, U-677
- U-701, U-706, U-712, U-719, U-734, U-752, U-753, U-760, U-763
- U-953, U-960, U-970, U-971, U-992, U-993.